# Anatolijs Gorbunovs
Anatolijs Gorbunovs (* 10. Februar 1942 in Pilda, Landkreis Ludza, Lettische SSR) ist ein lettischer Politiker.

## Leben

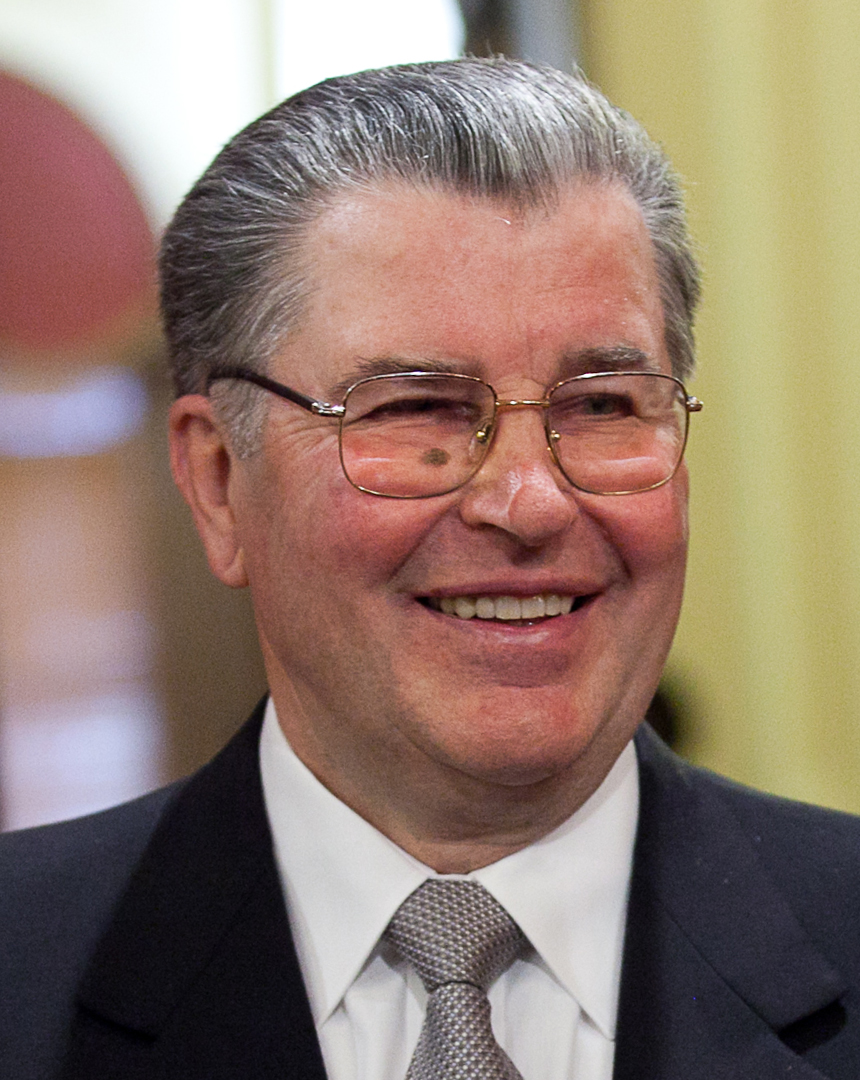
Anatolijs Gorbunovs (2012)

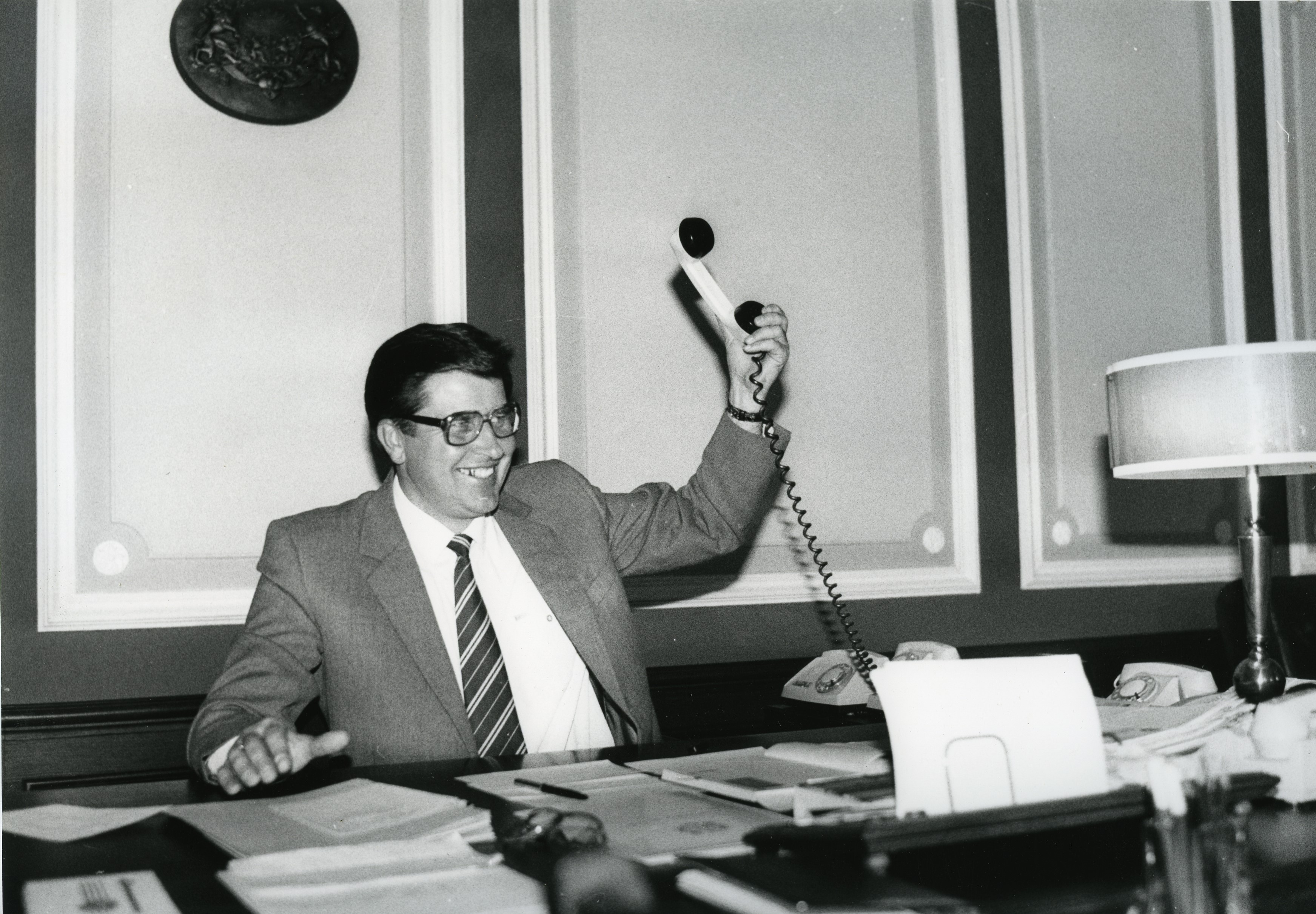
Gorbunovs am 2. September 1991 nach der Übermittlung der Anerkennung des Staates durch die USA

Von 1974 bis 1988 bekleidete Anatolijs Gorbunovs verschiedene Positionen in der Kommunistischen Partei der Lettischen SSR, als ranghöchste die des Sekretärs des Zentralkomitees. Im Gegensatz zur großen Mehrheit in der Partei unterstützte Gorbunovs die lettische Unabhängigkeitsbewegung.
Von 1988 bis 1995 war er Sprecher des lettischen Parlaments, zunächst des Obersten Sowjets der Lettischen SSR, dann, nach der Unabhängigkeit 1991, der Saeima. Als Parlamentssprecher übernahm Gorbunovs die Rolle des Staatsoberhauptes, bis Guntis Ulmanis zum Präsidenten gewählt wurde.
1993 trat Gorbunovs der Partei Lettlands Weg bei. Er blieb bis 1995 Sprecher der Saeima, bis 2002 deren Mitglied. In den Jahren 1995 bis 2002 bekleidete er verschiedene Regierungsposten als Minister für Regionalentwicklung, für Transport und als stellvertretender Ministerpräsident.